# Бузаев, Владимир Никитич
Владимир Никитич Бузаев (укр. Володимир Микитович Бузаєв, 27 октября 1940, Чирчик) — советский и украинский тренер по волейболу.
Главный тренер национальной женской сборной Украины (1992—1995, 2009—2011) и ВК «Северодончанка» (Северодонецк, Луганская область) — чемпиона Украины по волейболу 2009 года среди женских команд суперлиги.

## Тренерская работа
С 1971 года работал главным тренером команды третьего дивизиона чемпионата Украинской ССР «Орбита» (Запорожье), которую вывел в высшую лигу чемпионата СССР.
С запорожской «Орбитой» выиграл два Кубка СССР (1985, 1988), бронзу чемпионата СССР (1988/89), Кубок ЕКВ (1989/90), Кубок и чемпионат Украины (1992/93).
В 1992—1995 годах — главный тренер национальной и молодёжной женских сборных Украины. В 1993 году сборная Украины под его руководством достигла лучшего результата в своей истории, став бронзовым призёром чемпионата Европы.
В 1995 году уходит с поста главного тренера и уезжает работать в Турцию. С 2000 по 2007 годы — главный тренер турецкой команды «Гюнеш Сигорта». Во время его руководства клубом «Гюнеш Сигорта» постоянно играл в еврокубках. В 2004 году клуб выиграл Кубок вызова ЕКВ.
В 2008 году вернулся на Украину, где возглавил команду «Северодончанка», а в 2009—2011 годах также работал главным тренером сборной Украины.
В сезоне-2008/09 «Северодончанка» стала чемпионом страны и завоевала Кубок Украины среди женских команд.